# Idioterna
Idioterna (danska: Idioterne) är en dansk dramafilm från 1998 i regi av Lars von Trier. Idioterna är den andra Dogme 95-filmen.

## Handling
Efter en personlig tragedi flyr Karen (Bodil Jørgensen) sin välorganiserade familj och flyttar av en tillfällighet in hos några missanpassade samhällskritiker som utforskar de psykologiska effekterna av att inte ta något på allvar, driva med sin omgivning och spela idiot.

## Rollista
- Bodil Jørgensen – Karen
- Jens Albinus – Stoffer
- Anne Louise Hassing – Susanne
- Troels Lyby – Henrik
- Nikolaj Lie Kaas – Jeppe
- Louise Mieritz – Josephine
- Knud Romer – Aksel